# Sang froid (collection)
Pour les articles homonymes, voir Sang-froid.
Sang froid est une collection de bandes dessinées publiée par les éditions Delcourt.